# WWE WrestleMania X8
WWE WrestleMania X8 är ett professionellt brottningsspel som utvecklats av Yuke och släpptes på Nintendo GameCube av THQ i juni 2002. Spelet är en uppföljare till WWE WrestleMania XIX för GameCube.